# 陶琰
陶琰（1449年—1532年），字廷信，號逸菴，山西承宣布政使司平陽府絳州（今山西省新絳縣）人，明朝政治人物。成化間鄉試解元，再中進士，累官戶部、工部尚書。官至南京兵部尚書。卒諡恭介。

## 生平
成化七年（1471年），陶琰登山西鄉試第一；成化十七年（1481年）中式辛丑科二甲第三十八名進士，授刑部主事。弘治初年，晉升爲刑部員外郎，二年（1489年）升任陕西按察司佥事，以撫臣举荐，升固原兵備副使，九年后，升福建按察使，因每次吃饭只有一个蔬菜，闽人謂之“青菜陶”。升浙江右布政使，轉福建左布政使，正德元年（1506年）调任山东左布政使，不久以都察院右副都御史、巡撫河南，二年（1507年）遷刑部右侍郎。
陝西甘肃遊擊将軍徐謙訐攻巡按御史李高、兵备副使张天衢、兰州知州姜闳三人，徐謙為劉瑾餘黨，欲誣陷李高；陶琰調查后上書，劉瑾大怒，借其他事情逮捕陶琰入詔獄，禠其職，又罰米四百石輸邊。劉瑾被誅后，起用為左副都御史，總督漕運兼巡撫淮、揚諸府。
正德六年（1511年），轉為南京刑部右侍郎。次年，劉七率眾侵犯江南，王浩八又入衢州。陶琰擔任右都御史，巡視浙江。此後平定叛亂，并賑災颶風災害。此後又命總督漕運，連續上疏七次乞求歸鄉。明世宗繼位后，起用恢復官職。此後加升戶部尚書。嘉靖元年，召拜為工部尚書。同年冬，改南京兵部尚書，加太子少保、太子太保，致仕歸鄉后九年去世。贈少保，諡恭介。

## 佚事
成化七年（1471年），監察御史、祥符王繼巡按山西，監督科考，在淘汰試卷中搜撿出陶琰、王槐二卷。二人果然連舉解元，眾服王繼之明。

## 家族
曾祖陶伯清；祖父陶春，贈員外郎；父陶銓，乙丑進士，官至陕西布政司右參議。母李氏（封宜人、贈夫人）；繼母白氏。

## 参看
- 明朝解元列表
- 明朝七卿年表

| 官衔        | 官衔                                | 官衔        |
| ----------- | ----------------------------------- | ----------- |
| 前任： 歐信 | 明朝山東左布政使 正德元年（1506年） | 繼任： 柴昇 |
| 前任： 林俊 | 明朝工部尚書 嘉靖元年（1522年）     | 繼任： 趙璜 |